# Rima (personaje ficticio)
Rima, también conocida como Rima, la chica de la jungla, es la heroína de ficción de la novela Green Mansions: A Romance of the Tropical Forest de William Henry Hudson publicada en 1904. En esta, Rima, una chica primitiva que vive en una tropical de América del Sur, conoce a Abel, un fugitivo político. Una película del libro Green Mansions protagonizada por Audrey Hepburn se estrenó en 1959.
En 1974 el personaje fue adaptado en la historieta Rima the Jungle Girl, publicada por DC Comics. con ilustraciones de Joe Kubert A pesar de que la revista dejó de publicarse en 1975, la versión de Rima apareció en varios capítulos de la serie The All-New Super Friends Hour producida por Hanna-Barbera, entre 1977 y 1980.
Rima puede ser considerada como una de las primeras heroínas creadas por un argentino en ser llevada a la historieta, conjuntamente con el personaje de Storm de la serie Los aventureros dibujada por Enrique Villagrán.

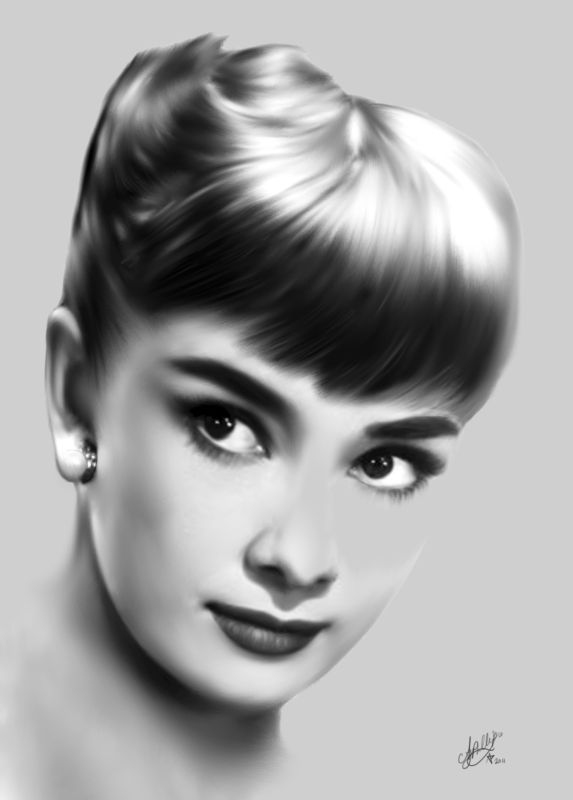
Rima, la chica de la jungla, fue interpretada por Audrey Hepburn en la película de 1959 Mansiones Verdes.

## Novela
Como sus primos literarios Tarzán y Mowgli, Rima surgió de una novela de aventuras eduardiana; en este caso, Green Mansions: A Romance of the Tropical Forest, escrita por William Henry Hudson, publicada en 1904. Hudsonfue un naturalista Argentino-Británico que escribió muchos libros clásicos acerca de la ecología en América del Sur. Hudson se basó en una legenda sudamericana acerca de una tribu perdida de gente blanca que viven en las montañas.  El libro tiene un tono religioso y la forma de hablar de Rima es poética.
La novela es una aventura romántica ubicada en una jungla de América del Sur donde un fugitivo político llamado Abel encuentra a Rima, una joven que vive en el bosque. La joven habla en un lenguaje parecido al de los pájaros. Su tema es la pérdida del salvajismo y el sueño de volver a la naturaleza, y lo desagradable que sería para un salvaje encontrarse con el hombre moderno.

## Película
El actor y director Mel Ferrer adaptó la novela Green Mansions: A Romance of the Tropical Forest a una película de los estudios Metro-Goldwyn-Mayer, estrenada en 1959, con Audrey Hepburn como Rima y Anthony Perkins como Abel. Esta adaptación se desvió mucho de lo que es la novela.

## Historietas
Rima protagonizó una serie de revista de historietas que tuvo una duración de siete números, publicada por DC Comic'. Rima the Jungle Girl (mayo de 1974 – mayo dey 1975), fue adaptada por el editor/escritor de DC Robert Kanigher con arte del dibujante y entintador Nestor Redondo con portadas realizadas por Joe Kubert. Una adaptación del personaje debutó en una serie limitada de seis números de DC Comics llamada First Wave, escrita por Brian Azzarello. Aquí Rima es mostrada como una nativa sud-americana que usa tatuajes y pírsines; si bien ella no habla, se comunica por silbidos parecidos a los de los pájaros. A pesar de que el personaje de DC es una mujer ya crecida y poderosa de pelo color rubio ceniza, en la novela Rima tiene 17 años, de contectura pequeña (137 centímetros de altura), recatada y de pelo oscuro. Los nativos evitaban el bosque donde habitaba y la llamaban "la hija del Didi" (un espíritu maligno). La única defensa de Rima es su reputación como bruja ganada a través de talentos como hablar con los pájaros, hacerse amiga de los animales y arrancar dardos venenosos al aire. Aunque en el libro original Rima fue quemada viva por aborígenes salvajes, en los historietas escapó del fuego y tuvo más aventuras.
Classics Illustrated publicó una adaptación abreviada de la novela, con citas directas. En esta adaptación Rima es rubia.  (Gilberton Company, diciembre de 1951).  Adaptación escrita por George Lipscomb.  Cubierta y arte interior por Alex Blum.
Entre 1974 y 1975, Rima protagonizó su propio título que tuvo una duración de siete números. Esta versión del personaje tuvo participación en la serie animada The All-New Super Friends Hour.
Rima es mencionada (aunque no vista) en el tercer número de la segunda serie de The League of Extraordinary Gentlemen, de la editorial America's Best Comics, con guion de Alan Moore y arte de Kevin O'Neill y Ben Dimagmaliw: 

"...es por aquí cerca que la mundialmente famosa 'chica-pájaro' Riolama or Rima fue descubierta..." Alan Moore, The League of Extraordinary Gentlemen.

Una nueva versión de Rima apareció en 2010 en la serie limitada First Wave de DC Comics.

## Dibujos animados
Rima, la chica de la jungla, aparece en tres episodios de la serie animada The All-New Super Friends Hour producida por Hanna-Barbera, durante la temporada emitida entre 1977 y 1978, junto a otros personajes como Aquaman, Batman, and Wonder Woman. En la etapa de la serie Super Friends, ella es conocida por ser uno de los 'Héroes de discriminación positiva' durante ese período. Junto a Jefe Apache, Volcán Negro, El Dorado y Samurái, Rima es considerada un personaje menor.
Ella aparece en "Fire" (1º de octubre de 1977). Batman, Robin y Rima tienen que lidiar con un incendio forestal que se extiende, y deben además encontrar a un par de prisioneros fugados quienes han robado un camión lleno de dinamita. La principal colaboración de Rima es llamar a un oso cercano para que tire abajo algunos árboles para poder construir un puente de emergencia. Su siguiente aparición fue en "River of Doom" (4 de noviembre de 1977): Mujer Maravilla y Rima buscan a arqueólogos que se han topado accidentalmente con un cementerio de nativos enojados. Los arqueólogos son capturados y condenados a muerte en el Río. Las superheroínas encuentran a las víctimas utilizando animales autóctonos que exploran por orden de Rima. Ella termina rescatando a los científicos, y la principal contribución de Rima es convocar a los cocodrilos para atacar las canoas de sus perseguidores. Finalmente protagoniza "Return of Atlantis"(25 de octubre de 1980). Aquaman es capturado por la Reina Ocina cuando la pérdida ciudad de Atlantis se alza desde las profundidades del océano. Ocina planea conquistar el mundo con sus guerreras, pero Wonder Woman y Rima reúnen a las amazonas de Isla Paraíso y logran detenerla. Aclaración: Esta "Atlantis" no es el reino de Aquaman.

## Otras apariciones

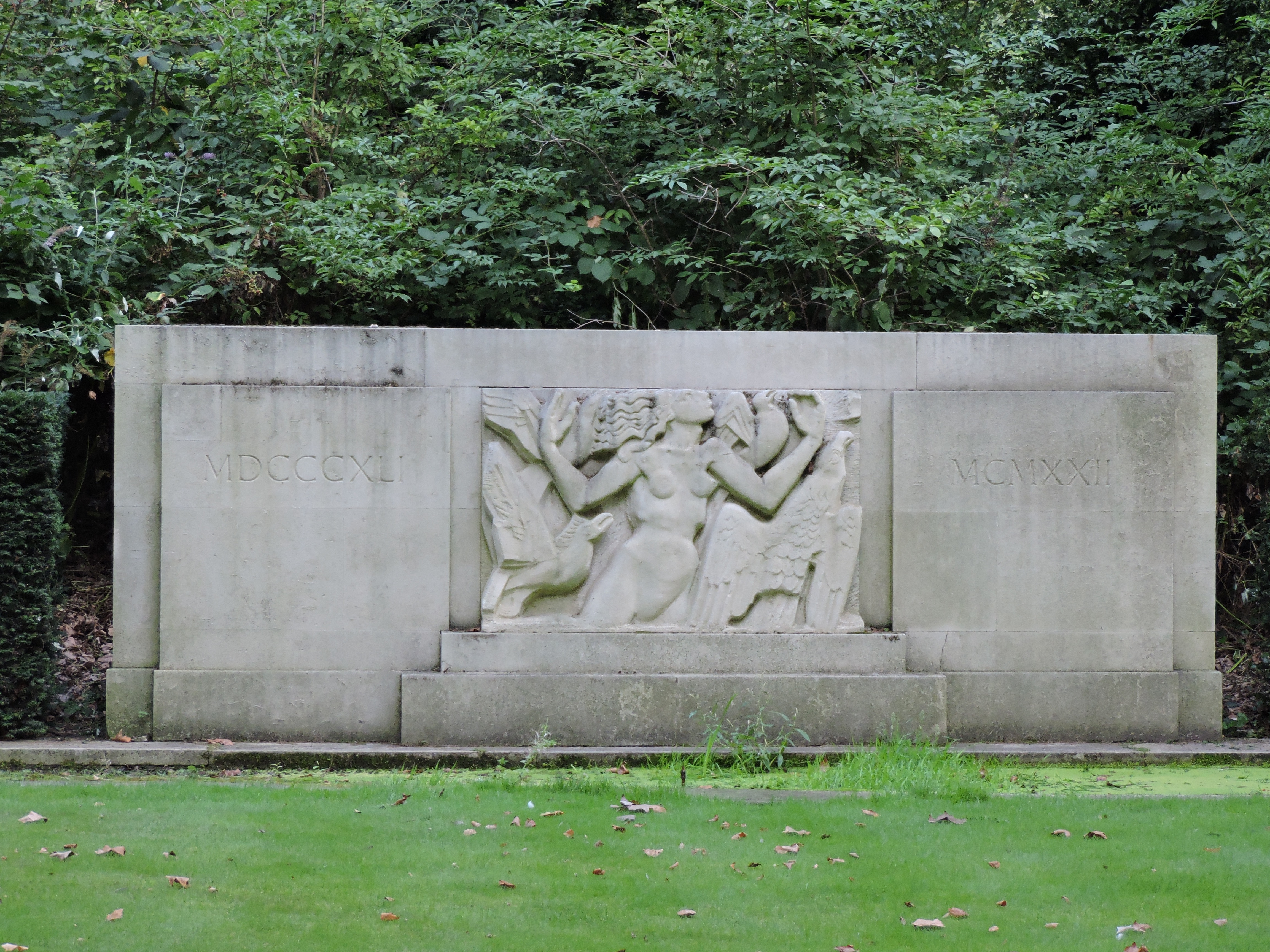
The Hudson Memorial Bird Sanctuary

En 1950 Rima es mencionada en "La pradera", una historia corta de Ray Bradbury. Rima también es mencionada en "Watcher in the Shadows" de Geoffrey Household (1960; reeditada en 2010) y además en "Vane Pursuit" de Charlotte MacLeod (1989).
En el Capítulo I de la novela detectivesca Adele and Co. de Dornford Yates (1931) se la menciona en conexión con el Hudson Memorial (ver más abajo).

### Estatua
El Hudson Memorial Bird Sanctuary, una escultura en recuerdo a Hudson esculpida por Jacob Epstein en 1925 y ubicada en el Parque Hyde de Londres, tiene una figura de Rima, la chica de la jungla.